# Hitomi Shiraishi
Hitomi Shiraishi (白石ひとみ, Shiraishi Hitomi), née le 25 décembre 1971 à Tokyo (Japon), est un ex-mannequin de charme, une actrice japonaise du film pornographique. Elle a été surnommée « l'éternelle reine du porno ». Shiraishi a également tourné dans des films conventionnels pour le cinéma et la télévision au cours des années 1990". L'actrice est considérée comme « l'une des actrices du film pornographique les plus populaires des années 1990 »,. Après s'être retirée des écrans, elle se reconvertit comme scénariste sous le nom de Yukie Ochiai (落合雪恵).

## Carrière

### Actrice de films pornographiques
Shiraishi commence sa carrière de « hardeuse » au mois de septembre 1990 avec une vidéo intitulée Virgin Ecstasy: Sensual Princess Hitomi Shiraishi parue sous la marque h.m.p. Tiffany. Elle est alors âgée de dix-huit ans. Elle poursuit son partenariat avec h.m.p. pendant quelque temps tout en travaillant pour d'autres studios comme Cosmos Plan, Shy Plan et Alice Japan. Elle interprète trois scènes dans la vidéo qu'elle tourne pour Alice Japan : dans l'une elle est une esclave sexuelle, dans l'autre elle a des activités avec un vampire, enfin elle a des rapports sexuels avec son mari dans la troisième.
En mai 1992, l'actrice paraît dans le second épisode de la série des Kuki intitulé Sister-in-law's Warm Underwear au cours de laquelle elle se lance dans « une tendre et adorable histoire d'amour interdit ».
C'est également au mois de mai 1992 que Shiraishi tourne Witch-Wife Hitomi Shiraishi, sa première vidéo pour les studios MAX-A Samansa.
Shiraishi marque une pause de deux ans dans sa carrière et fait sa réapparition en août 1995 avec la vidéo Heisei Goddess Legend: Resurrection produite par Shy Plan,. Break, son ultime vidéo avant son départ définitif de l'industrie du film pornographique paraît en novembre 1995 sous la marque Shy Plan. En février 1996, cette même société met sur le marché une vidéo, Legend of Hitomi Shiraishi, qui est une compilation rétrospective de sa carrière avec les studios.
En 2001, FantaDream fait paraître deux vidéos « non censurée »s. La première vidéo parue en septembre est le premier volume de la série des Super Idols publiée par FantaDream ; la seconde vidéo intitulée Hitomi Shiraishi Returns, est le neuvième volume de la série des Super Idols.

### Films conventionnels et V-cinéma
Shiraishi a également tourné des films roses de V-cinema ainsi que quelques films conventionnels. Au mois d'avril 1996, elle obtient un rôle dans le film Lady Ninja: Reflections of Darkness, une fiction mettant en scène une femme habillée en ninja (kunoichi),. Un mois plus tard, l'actrice parait au générique du film In a thicket tiré du film Rashomon et réalisé par un des quatre maîtres du film rose japonais Hisayasu Satō,.
Shiraishi est également présente dans nombre de films de V-cinema dont Tokyo Decameron paru au Japon au mois de juillet 1996, et en version sous-titrée en anglais par Asian Pulp Cinema au mois de novembre 2001. Elle est encore le personnage principal du film érotique de bondage intitulé The Bondage Master paru au Japon en 1996, puis sous-titré en anglais par Asian Pulp Cinema en 2000.

### Télévision
De la fin de 1994]au début de l'année 1998, Shiraishi tient plusieurs rôles dans différents productions pour la télévision japonaise comme des variétés sur la chaîne KTV basée à Osaka, ABC, MBS, TBS et NTV à Tokyo. Shiraishi tourne Le lac hanté (呪われた湖) une production de TBS du 2 janvier 1996 tirée du roman Lac de boue (湖泥) relatant les aventures du détective Kosuke Kindaichi. Elle paraît aux côtés de Ken Ogata, Kaoru Kobayashi, Masahiro Nakai et Hikari Ishida dans le troisième épisode de la série Le chemin du requin prêté à Osaka (ナニワ金融道, Naniwa Kinyūdō) diffusé par Fuji Television le 5 janvier 1998.

### Scénariste
Après s'être retirée de l'écran Shiraishi s'associe avec Kaerucafe (カエルカフェ), un studio de musique avant gardiste. Lorsque les studios se tournent vers la production de films, l'artiste commence une carrière de scénariste sous son nom patronymiqueYukie Ochiai (落合雪恵).
Depuis 2003, Shiraishi a écrit un certain nombre de scénarios réalisés par Masatoshi Akihara pour le compte des studios Kaerucafe et a supervisé quelques-unes de leur récentes productions,. Son scénario du film L'histoire d'Ito paru en 2008 est une version moderne du conte Ito Norisuke no Hanashi par Yakumo Koizumi (Lafcadio Hearn) alors que celui de 2009 intitulé Le solei couchant interprété par Eriko Sato est tiré du roman du même nom par Osamu Dazai.

## Filmographie (sélective)
La filmographie pornographique d'Hitomi Shiraishi est extraite des sites Internet suivants:
- (en) « Hitomi Shiraishi  白石ひとみ », Urabon Navigator consulté le=2009-10-13;
- (ja) « 女優一覧＞白石ひとみ (Catalogue de l'actrice Hitomi Shiraishi) », www.arzon.jp (consulté le 13 juillet 2010);
- (en) « Hitomi (Hitomi Shiraishi) », AV Idol Directory (consulté le 21 juillet 2010).

### Vidéos pornographiques
| Titre de la vidéo | Parution                                           | Producteur Identification                           | Réalisateur        | Notes |
| --- | -------------------------------------------------- | --------------------------------------------------- | ------------------ | --- |
| Virgin Ecstasy: Sensual Princess Hitomi Shiraishi ヴァージン・エクスタシー 官能姫 白石ひとみ                            | 15-09-1990                                         | h.m.p. Tiffany PTF-008                              | Yukihiko Shimamura | Début |
| →New Sensual Princess 新・官能姫                                                                                        | 15-09-1990                                         | h.m.p. Tiffany ATF-014                              | Yukihiko Shimamura | |
| Super Porno '91 Onedari Princess スーパー・ポルノ’９１ おねだり姫                                                       | 23-06-1991                                         | h.m.p. Tiffany ATF-018                              | Yukihiko Shimamura | |
| Hardcore Extract Uzuki Princess ハード・コア・エキス うずき姫                                                           | 06-07-1991                                         | h.m.p. Tiffany ATF-019                              | Yukihiko Shimamura | |
| Lucky Hole ラッキーホール                                                                                               | 25-08-1991                                         | Cosmos Plan IS-52                                   |                    | |
| OL Bijyū - The Office Vibration ＯＬ美獣 オフィス･バイブレーション                                                      | 14-09-1991                                         | HRC Cher HRC-092                                    |                    | |
| Hug Me Silently 黙って抱いて                                                                                            | 27-09-1991                                         | Alice Japan KA-1422                                 | Akira Ishizaki     | |
| Pink Skin ピンクスキン                                                                                                  | 29-09-1991                                         | Cosmos Plan IS-54                                   |                    | |
| Pacifier Angel おしゃぶり天使                                                                                           | 10-11-1991                                         | h.m.p. Tiffany ATF-033                              |                    | |
| Venus Bunny 4 ヴィーナスバニー4                                                                                         | 29-11-1991                                         | Shy Plan FE-040                                     | Kunihiro Hasegawa  | |
| Suki? Suki? Kiss Me, Please! 好き？好き？Kissして！                                                                     | 15-12-1991                                         | Cosmos Plan IS-60                                   |                    | |
| Wait Till Dark 暗くなるまで待って                                                                                       | 27-12-1991                                         | Alice Japan KA-1442                                 | Shuji Onizawa      | |
| Perverted Secretary Likes It Raw - Part 8 H秘書はナマがお好き PART8 H Hisho wa Nama Gao Suki PART8                      | 07-01-1992                                         | HRC Cher HRC-106                                    | Kunihiro Hasegawa  | |
| Targeted Female Teacher 2 狙われた女教師 2                                                                              | 24-01-1992                                         | Shy Plan FE-044                                     | You Camon          | |
| I Wanna Lick Your Balls & Chains Vol.7 たまにはしゃぶりつきたい７                                                       | 29-02-1992                                         | Royal Art Stella STV-1079                           | Shuji Onizawa      | |
| Hitomi's Obscene Bible ひとみの淫行バイブル                                                                             | 06-03-1992                                         | HRC Cher HRC-114                                    | Kunihiro Hasegawa  | |
| Fetish Video Magazine: Shukujokan Fetish Video Magazine 淑女館 ６                                                       | 08-03-1992                                         | Cosmos Plan M-34                                    |                    | Avec Mariko Kishi & Nao Suzuki                                                                                             |
| Kankin Lingerie Queen 2 監禁ランジェリークイーン２                                                                      | 1992                                               | Shy Plan FE-050                                     |                    | |
| Indecent Uniform: Nugasete 制服ワイセツ ねぇ、脱がせて Seifuku Waisetsu nee, Nugasete                                   | 17-04-1992                                         | Athena Eizou AS-241                                 | Hikaru Kitoh       | |
| Sister-in-law's Warm Underwear 義姉の生下着 ２                                                                          | VHS : 16-05-1992 VCD : 26-09-1997 DVD : 26-02-1999 | Kuki Sonia QX-227 (VHS) VKD-015 (VCD) KDV-046 (DVD) | Jin Yuho           | |
| Witch-Wife Hitomi Shiraishi 白石ひとみの奥様は魔女                                                                      | 30-05-1992                                         | MAX-A Samansa XS-2001                               | Kunihiro Hasegawa  | |
| The Moment of Truth 真実の瞬間 Shinjitsu no Shunkan                                                                     | 13-06-1992                                         | Shy Plan FE-057                                     | Kunihiro Hasegawa  | |
| Wedding Slave 2 ウエディングスレイプ2                                                                                   | 29-06-1992                                         | HRC Cher HRC-124                                    |                    | |
| Flash Paradise フラッシュパラダイス                                                                                     | 3-07-1992                                          | Alice Japan KA-1481                                 | Rokuro Mochizuki   | |
| Sexy Butt 女尻 Mejiri                                                                                                   | 7-08-1992                                          | Alice Japan KA-1489                                 | Kunihiro Hasegawa  | |
| White Paper on Wanton Wife ひとみの若妻白書                                                                             | 1992                                               | Athena Eizou AS-262                                 | Hikaru Kitoh       | |
| Ecstasy Feeling E気持                                                                                                   | 31-08-1992                                         | Royal Art/Deluxe Paris DP-042                       | Mondo Suzuki       | |
| Venus Bunny Special ヴィーナスバニースペシャル                                                                          | 17-03-1995                                         | Shy Plan FE-178                                     |                    | Compilation avec Mari Asaka, Reika, Reina Hosokawa, Shiori Fujitani & Yumika Sugimoto                                      |
| Heisei Goddess Legend: Resurrection 平成女神伝説 復活                                                                   | 31-08-1995                                         | Shy Plan FE-204                                     | Kunihiro Hasegawa  | |
| Declaration of Well-Bred Woman 平成淑女宣言                                                                             | 27-09-1995                                         | Shy Plan FE-208                                     | Kunihiro Hasegawa  | |
| Kankin Lingerie Queen History 監禁ランジェリークィーン ヒストリー                                                       | 21-10-1995                                         | Shy Plan FE-212                                     | You Camon          | Avec Yuri Saeki & Mariya Kurasawa                                                                                          |
| Targeted Female Teacher 10 狙われた女教師10                                                                             | 31-10-1995                                         | Shy Plan FE-214                                     | Kunihiro Hasegawa  | |
| Break | 30-11-1995                                         | Shy Plan FE-219                                     | Kunihiro Hasegawa  | |
| Legend of Hitomi Shiraishi LEGEND 白石ひとみ伝説                                                                        | 19-02-1996                                         | Shy Plan FE-234                                     | Kunihiro Hasegawa  | Compilation de scènes antérieures tournés pour Shy Plan                                                                    |
| Pero Pero Pink 2 ペロペロピンク2                                                                                        | 20-06-1997                                         | Alice Japan DV-002                                  |                    | Compilation avec Miho Aimoto                                                                                               |
| Super Idol Vol. 1: Hitomi Shiraishi                                                                                     | 20-09-2001                                         | FantaDream FDD-1201                                 |                    | Non censuré |
| Super Idol Vol. 9: Hitomi Shiraishi Returns                                                                             | 15-12-2001                                         | FantaDream FDD-1209                                 |                    | Non censuré |
| Cosmos Classic Hitomi Shiraishi 宇宙企画Classic 白石ひとみ                                                              | 13-09-2002                                         | Cosmos Plan MDM-021                                 |                    | Compilation contenant Lucky Hole et Pink Skin                                                                              |
| Legend Resurrected: Legend Special Vol. 5 蘇る伝説のアクトレスたち Ｌｅｇｅｎｄ Ｓｐｅｃｉａｌ ５ 白石ひとみ            | 19-12-2008                                         | Graffiti GRAS-005                                   |                    | Compilation contenant Venus Bunny 4, Targeted Female Teacher 2, The Moment of Truth et Heisei Goddess Legend: Resurrection |
| Legend Resurrected: Legend Special Vol. 10 蘇る伝説のアクトレスたち Ｌｅｇｅｎｄ Ｓｐｅｃｉａｌ ｖｏｌ．１０ 白石ひとみ | 27-02-2009                                         | Graffiti GRAS-010                                   |                    | Compilation contenant Declaration of Well-Bred Woman, Targeted Female Teacher 10, Break et Legend of Hitomi Shiraishi      |

### V-cinema
La filmographie du V-cinema d'Hitomi Shiraishi est extraite des sites Internet suivants:
- (en) « Hitomi Shiraishi  白石ひとみ », Urabon Navigator (consulté le 10 juillet 2010);
- (en) « Hitomi Shiraishi », IMdB (consulté le 10 juillet 2010);
- (ja) « 白石ひとみ », JMDB (consulté le 10 juillet 2010).

| Titre de la vidéo                                                                               | Parution   | Producteur Identification   | Réalisateur       | Notes                                         |
| ----------------------------------------------------------------------------------------------- | ---------- | --------------------------- | ----------------- | --------------------------------------------- |
| ゆけゆけＡＶ新撰組 天使たちのＨな大戦争 Yuke yuke AV shinsengumi: Tenshi tachi no H na daisensō | 25-08-1992 | Stella                      | Eitaro Onuma      | Avec Mirei Asaoka & Ai Iijima                 |
| The Bondage Master / Rope Detective 縄師事件簿                                                  | 26-04-1996 | Tōhokushinsha               | Hitoshi Hoshino   | Avec Yukijirō Hotaru et Yokiru Ikuta          |
| Tokyo Decameron 東京デカメロン Tōkyõ Dekameron                                                  | 21-07-1996 | Sentesutajio センテスタジオ | Koichi Kobayashi  | Avec Kei Mizutani, Marie Jinno & Hitoe Ootake |
| Cyber Inner Palace 電脳大奥 Dennou Ohoko                                                        | 21-11-1997 | Shintoho CSV-004            | Naoyuki Tomomatsu | Avec Hitomi Shimizu & Mio Nishino             |

### Films conventionnels
Filmographie d'Hitomi Shiraishi tirée de :
- « Hitomi Shiraishi » (présentation), sur l'Internet Movie Database;
- (ja) « 白石ひとみ », JMDB (consulté le 10 juillet 2010).

| Titre de la vidéo                                                                                   | Parution   | Producteur Identification      | Réalisateur       | Notes                                                                  |
| --------------------------------------------------------------------------------------------------- | ---------- | ------------------------------ | ----------------- | ---------------------------------------------------------------------- |
| Mary's Game マリーの獲物 Marii no Emono                                                             | 27-01-1996 | Faniienjeru ファニーエンジェル | Keiichirō Yoshida | Avec Makiko Kuno & Takeshi Yamato                                      |
| Lady Ninja: Reflections of Darkness くノ一忍法帖 忍者月影抄 Kunoichi ninpō chō: Ninja tsukikage shō | 13-04-1996 | King Records                   | Masaru Tsushima   | Avec Yuka Ōnishi, Tetsuo Kurata, Rina Kitahara, Miho Nomoto & Asami Jō |
| In a Thicket 薮の中 Yabu no Naka                                                                    | 18-05-1996 | Image Factory                  | Hisayasu Satō     | Avec Shigeki Hosokawa, Kō Takasugi & Kaori Sakagami                    |
| Dangan Runner / Non-Stop 弾丸ランナー Dangan ranna                                                  | 09-11-1996 | Nikkatsu                       | Hiroyuki Tanaka   | Avec Tomorowo Taguchi, Diamond Yukai & Shin'ichi Tsutsumi              |

### Scénariste
| Titre de la vidéo                                                 | Parution   | Producteur Identification | Réalisateur       |
| ----------------------------------------------------------------- | ---------- | ------------------------- | ----------------- |
| Umi no Yume, Tokai no Kyo 海の夢、都会の虚                        | 13-03-2004 | Kaerucafe カエルカフェ    | Masatoshi Akihara |
| Break Out ブレイクアウト!                                         | 22-01-2005 | Kaerucafe カエルカフェ    | Masatoshi Akihara |
| Flowers at Noon 真昼の花 Marihu no hana                           | 8-10-2005  | Kaerucafe カエルカフェ    | Masatoshi Akihara |
| I Carry the Ticket of Eternity 銀河鉄道の夜 Ginga tetsudō no yoru | 04-11-2006 | Kaerucafe カエルカフェ    | Masatoshi Akihara |
| Gojū no Tō 五重塔                                                 | 21-03-2007 | Kaerucafe カエルカフェ    | Masatoshi Akihara |
| White Camellia 白椿 Shirotsubaki                                  | 16-10-2007 | Kaerucafe カエルカフェ    | Masatoshi Akihara |
| The Story of Ito 伊藤の話 Ito no Hanashi                          | 26-04-2008 | Kaerucafe カエルカフェ    | Masatoshi Akihara |
| The Setting Sun 斜陽 Shayō                                        | 13-06-2009 | Kaerucafe カエルカフェ    | Masatoshi Akihara |

## Albums photos
- Eyes (アイズ) - Éditions Eichi (avril 1992)  (ISBN 4754213262)
- Love for Sale – TIS (juillet 1992)  (ISBN 4847022777)

## Sources

### Sous le nom Hitomi Shiraishi
- « Hitomi Shiraishi » (présentation), sur l'Internet Movie Database;
- (en) « Profile & Filmography at AV Idol Directory » ;
- (en) « Profile & Filmography at Urabon Navigator » ;
- (ja) « Hitomi Shiraishi sur JMDB » ;
- (ja) « Hitomi Shiraishi sur All Cinema » ;
- (ja) « biographie & Filmographie sur h.m.p. » ;
- (ja) « biographie & Filmographie sur Alice Japan » ;
- (ja) « biographie & Filmographie sur DMM ».

### Sous le nom Yukie Ochiai
- « Hitomi Shiraishi » (présentation), sur l'Internet Movie Database ;
- (ja) « Yukie Ochiai sur All Cinema » ;
- (ja) « Yukie Ochiai sur MovieWalker » ;
- (ja) « Yukie Ochiai sur JMDB ».